# Schitul Inundeni
Schitul Inundeni este un schit de călugări din Republica Moldova.